# 清水白桃
清水白桃（しみずはくとう）は桃の品種のひとつ。香り豊かで甘みが強く、やわらかい食感であることから高品質の白桃として知られ、「桃の女王」と称されることもある。

## 概要
岡山県御津郡一宮町大字芳賀字清水（現在の岡山市北区芳賀）の西岡仲一が発見し、1932年（昭和7年）に公表した。
西日本一帯を旱魃が襲った1924年（大正13年）、桃にアカムシが大発生し、西岡の畑においても商品にならないクズモモがたくさんできた。西岡はかねてより敷地内にクズモモを捨てておき、そこから生えてきた実生苗を梅雨頃に本畑に移植していたが、その捨て場から遅く発芽した桃の苗木1本だけは移植せずそのままそこで成長した。この木から出来た桃の果実に数個袋かけをして試食したところ非常に甘かったため、徐々に字清水において栽培されるようになった。これが清水白桃のはじまりである。1955年（昭和30年）ごろから青果市場から苗木屋を通じて知られ始め、他の桃の産地においても生産されるようになった。
岡山市北区芳賀には清水白桃発祥の地の碑が建てられている。